# 帕索湖

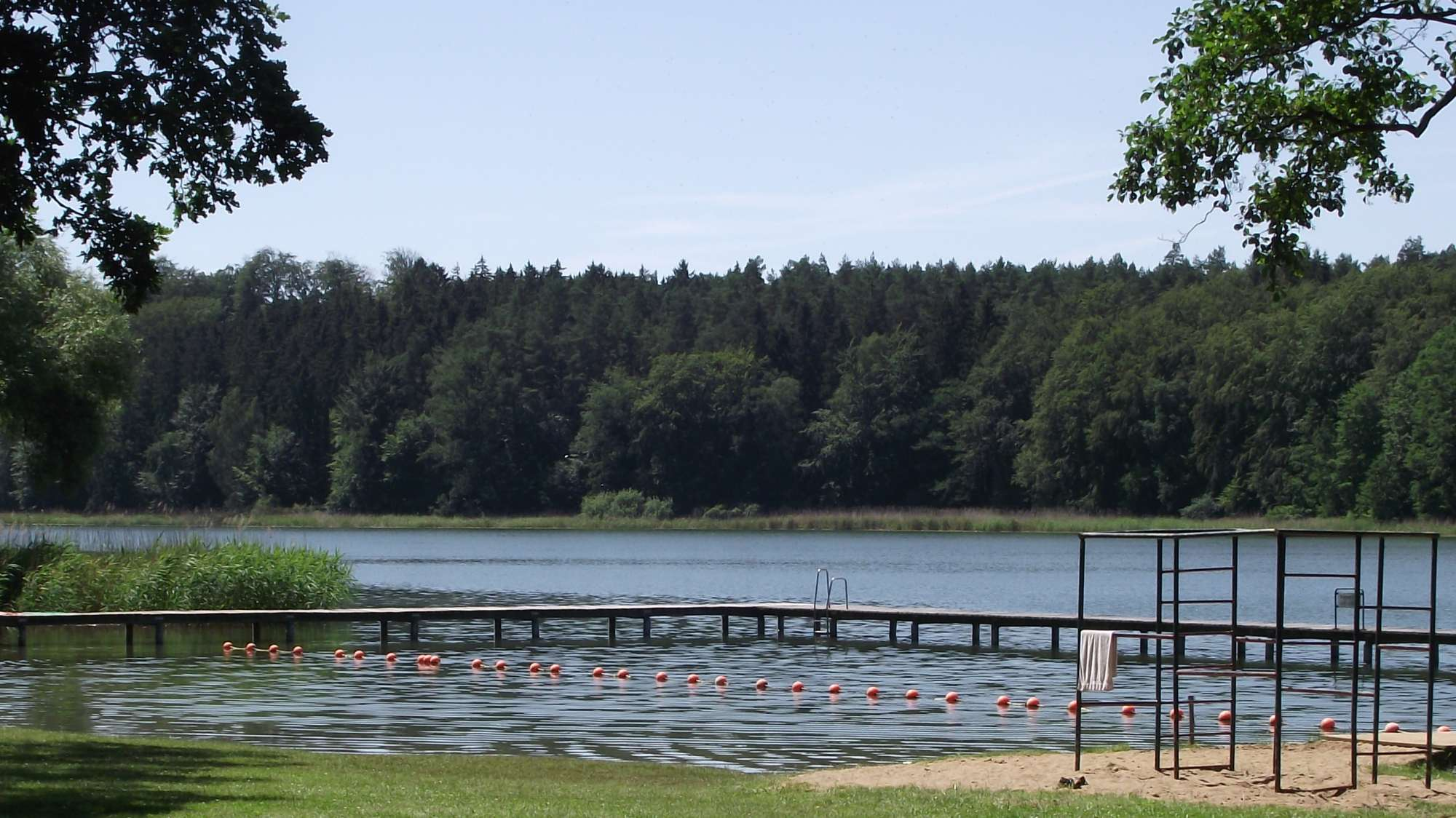

53°29′43.44″N 12°3′3.5″E / 53.4954000°N 12.050972°E
帕索湖（德語：Passower See），是德國的湖泊，位於該國東北部梅克倫堡-前波美拉尼亞州，由路德維希斯盧斯特-帕爾希姆縣負責管轄，長1.3公里、寬0.3公里，面積0.36平方公里，海拔高度51.1米，平均水深3米，最大水深9米。